# Роз'їзд 67
Роз'їзд 67 (рос. Разъезд 67) — селище у складі Могойтуйського району Забайкальського краю, Росія. Входить до складу Ушарбайське сільського поселення.

## Населення
Населення — 19 осіб (2010; 15 у 2002).
Національний склад (станом на 2002 рік):
- росіяни — 100 %